# Kalle Palander
Kalle Markus Palander (* 2. května 1977 Tornio) je bývalý finský reprezentant v alpském lyžování, specialista na točivé disciplíny. Získal bronzovou medaili v kombinaci na mistrovství světa juniorů v alpském lyžování 1996. Na mistrovství světa v alpském lyžování 1999 vybojoval jako první finský závodník v historii mistrovský titul ve slalomu, byl také čtvrtý v obřím slalomu na MS 2005 a šestý v roce 2003. Startoval ve dvanácti ročnících Světového poháru, vyhrál čtrnáct závodů (deset ve slalomu a čtyři v obřím slalomu), šestkrát skončil druhý a desetkrát třetí. V sezóně 2002/03 získal malý křišťálový glóbus za slalom a skončil čtvrtý v celkové klasifikaci. Na olympiádě bylo jeho nejlepším výsledkem deváté místo ve slalomu v roce 1998 a v obřím slalomu v roce 2006 (na turínské olympiádě byl ve slalomu po prvním kole pouhou setinu za vedoucím Benjaminem Raichem, ale ve druhém kole byl diskvalifikován za neprojetí branky). Závěr jeho kariéry byl poznamenán četnými zraněními a v roce 2012 se rozhodl se závodním lyžováním skončit.